# Gornji Sibovac
Siboc i Epërm en albanais et Gornji Sibovac en serbe latin (en serbe cyrillique : Горњи Сибовац) est une localité du Kosovo située dans la commune/municipalité de Podujevë/Podujevo, district de Pristina (Kosovo) ou district de Kosovo (Serbie). Selon le recensement kosovar de 2011, elle compte 961 habitants.

## Démographie

### Évolution historique de la population dans la localité
| 1948 | 1953 | 1961 | 1971 | 1981 | 1991 | 2011 |
| ---- | ---- | ---- | ---- | ---- | ---- | ---- |
| 311  | 523  | 604  | 617  | 789  | 940  | 961  |

|  |

### Répartition de la population par nationalités (2011)
En 2011, les Albanais représentaient 99,79 % de la population.